# 빈첸티 비토스

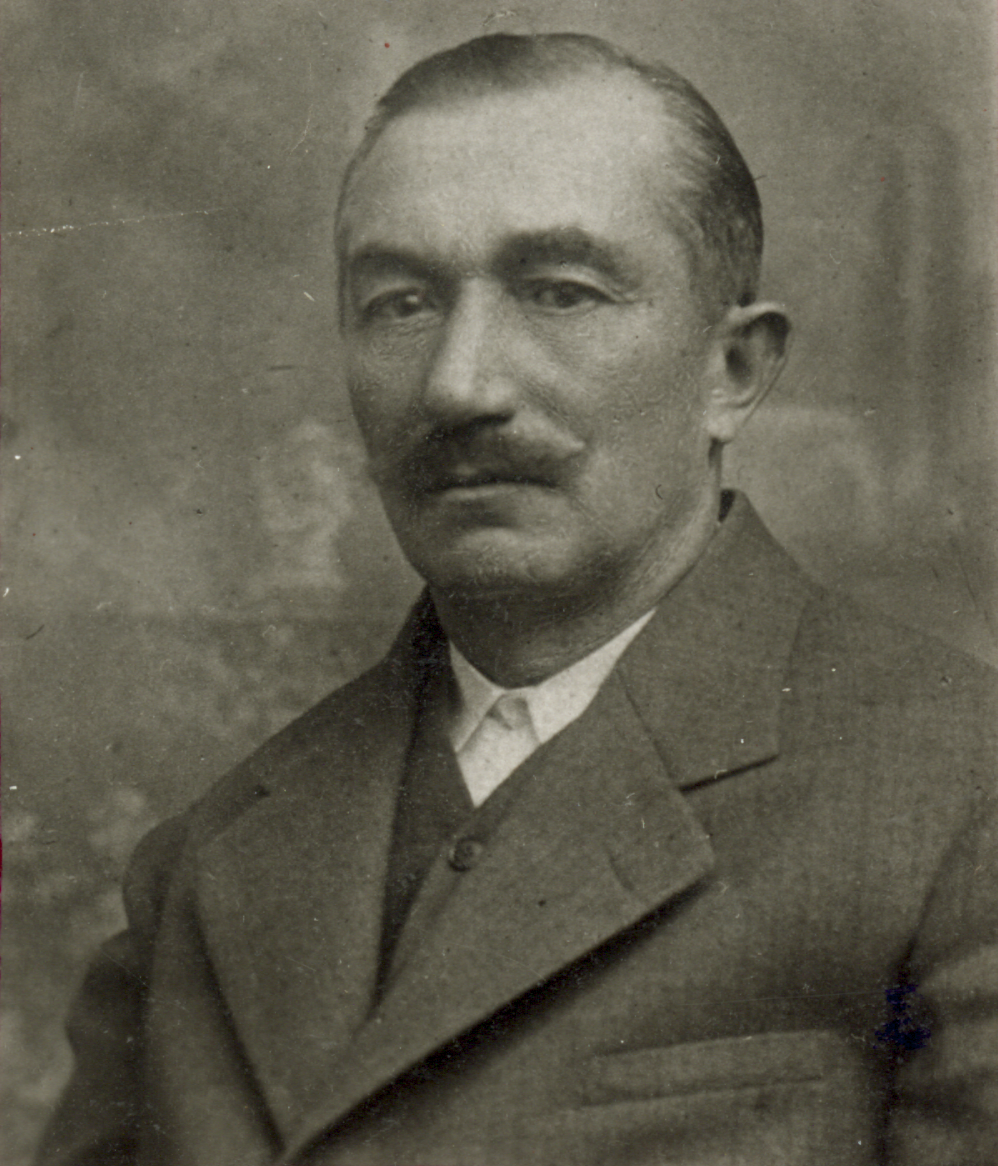
빈첸티 비토스

빈첸티 비토스(폴란드어: Wincenty Witos)는 1920년대 폴란드의 총리를 세 차례 역임한 폴란드 인민당(PSL)의 정치인이자 저명한 당대표이다.
1895년부터 폴란드 인민당 당원이었으며 특히 1913년부터 피아스트 파벌을 주도하였다. 1908년부터 1914년까지 갈리치아-로도메리아 왕국 의회 의원, 1911년부터 1918년까지 오스트리아 제국 의회 사절이었다. 1918년 수립된 폴란드 청산 위원회의 위원장이었고 1919년부터 피아스트당 대표로서 폴란드 하원 의원으로 있었다.
총 세 차례(1920-1921년, 1923년, 1926년) 폴란드의 수상직을 맡았다. 1926년에는 유제프 피우수트스키의 5월 쿠데타로 정부가 전복되었으며 이후 첸트로레프와 인민당을 이끌며 사나치아에 대항하는 야당 대표 중 한 명으로 있었다. 이후 일시적으로 수감되었다가 1933년부터 1939년까지 체코슬로바키아로 망명하여 살았다. 당시 그는 농민들에게 메시아와 같은 존재로 각광받았다. 그의 망명이 끝나고 폴란드로 돌아오자마자 나치 독일이 폴란드를 침공하여 다시 감옥에 갇혔다. 1941년 건강 악화로 가석방되었으며, 1944년 독일 당국은 그에게 반소련 선언을 발표하도록 요청하였으나 거절하였다. 1945년에 제2차 세계 대전이 끝나고 국가 인민의회(Krajowa Rada Narodowa)의 부의장 중 한 명으로 지명되었으나 동년에 사망했다.